# João Simões Lopes (agricultor)
João Simões Lopes (Pelotas, 31 de março de 1874 — cidade do Rio de Janeiro, 19 de fevereiro de 1937) foi um agricultor e proprietário rural brasileiro, pioneiro no cultivo de eucalipto e arroz no Rio Grande do Sul.

## Biografia
João foi o vigésimo-primeiro filho do Visconde da Graça, e nono filho de sua segunda esposa Zeferina Antônia da Luz Simões Lopes, a Viscondessa da Graça. Dedicou toda sua atividade à agricultura. No transcurso de 1897, no município de Pelotas, na serra dos Tapes, ele adquiriu, fundou e organizou durante vinte anos, a Granja São João. Foi o pioneiro no cultivo do eucalipto no Estado, como no cultivo do arroz, em parceria com seus irmãos Manoel e Ildefonso, em 1908. Dirigiu a cultura mecanizada do arroz a pedido do industrial Pedro Osório, sob a firma Osório & Simões. Em 1919 organizou a Empresa Agrícola e Industrial em Tubarão-SC. Em 1922 foi delegado geral do Ministério da Agricultura. De 1924 a 26 foi inspetor da fiscalização dos Estabelecimentos Subvencionários pelo Ministério da Agricultura (PR e SC). Em 1927 e 28 foi delegado especial da Sociedade Nacional de Agricultura (SP, SC e PR).
Casou-se com Plácida Osório, "Pequitita", nascida em Bagé a [[3 de junho de 1881, filha do general Manoel Luís da Rocha Osório e de sua esposa e prima-irmã Orfila Martins Osório, ambos de Caçapava do Sul, neta paterna de José Luís Osório e Florinda Fausta da Rocha Osório, e neta materna de Pedro Luís Osório e Plácida Suárez Martins.  Seus avós José Luís Osório e Pedro Luís Osório eram irmãos, ambos filhos de Manuel Luís e Ana Joaquina Luísa Osório; netos paternos de Pedro Luís e Maria Rosa da Silveira; netos maternos de Tomaz José Luís Osório e Rosa Inácia Joaquina de Souza.
Sua avó Plácida Suárez Martins era filha de José Luís Martins e Maria de la Natividad Luisa Agustina Suárez Alamo; neta paterna de João Antonio Pereira Martins e Maria Joaquina do Nascimento; neta materna do presidente uruguaio Joaquín Suárez y Fernández e María Josefa Alamo.
Sua avó Florinda da Fausta da Rocha era filha de Antonio da Rocha e Souza e Maria Antonia da Silva; neta paterna de Jacinto da Rocha e Souza e Bernarda Joaquina do Nascimento; neta materna de José Jacinto Pereira e Genoveva Maria de Bittencourt.
João e Plácida casaram-se em Pelotas a 15 de dezembro de 1897, e tiveram dez filhos.
João faleceu no Rio de Janeiro aos 63 anos. Plácida faleceu no Rio de Janeiro, a 18 de março de 1946, aos 65 anos.

## Descendência
O fundador da família Simões Lopes, e conseqüentemente o primeiro a usar o sobrenome "Simões Lopes", foi o comendador João Simões Lopes. Não sabemos como e porque se deu a escolha deste seu sobrenome, que surgiu da combinação o sobrenome do pai, José Lopes, com o do pai de sua avó paterna, Francisco Simões. Ao que tudo indica tal sobrenome só se fixou na descendência brasileira, mas por enquanto quase nada se sabe dos ramos colaterais portugueses da família. . Na primeira geração, os filhos receberam o sobrenome do pai, e a as filhas o sobrenome da mãe. Foi só a partir da concessão do título de Barão da Graça a João Simões Lopes Filho, que este sobrenome ganhou prestígio.